# صورت سفید
صورت سفید (نام علمی: Pithecia pithecia) نام یک گونه از تیره لخت‌صورتان است.